# Mancha Real
Mancha Real is een gemeente in de Spaanse provincie Jaén in de regio Andalusië met een oppervlakte van 98 km². In 2001 telde Mancha Real 9527 inwoners.

## Demografische ontwikkeling
Bron: INE; 1857-2011: volkstellingen